# Warm Springs (téléfilm)
Pour les articles homonymes, voir Warm Springs.
Pour plus de détails, voir Fiche technique et Distribution.
Warm Springs est un téléfilm américain réalisé par Joseph Sargent et diffusé en avril 2005 aux États-Unis, à propos de la lutte du président Franklin Delano Roosevelt contre la polio dont il a été atteint.
Le titre vient de la ville de Warm Springs (Géorgie) où se trouvait le lieu de retraite du président américain, la « Little White House ».

## Fiche technique
- Réalisation : Joseph Sargent
- Scénario : Margaret Nagle
- Production : HBO Films
- Dates de sortie : 
  - États-Unis : 4 avril 2005 : Los Angeles
  - États-Unis : 12 avril 2005 : Warm Springs (Géorgie)
  - France : 11 septembre 2005 : Festival de Deauville
- Durée : 121 minutes
- Musique : Bruce Broughton
- Montage : Michael Brown

## Distribution
- Kenneth Branagh : Franklin D. Roosevelt
- Cynthia Nixon : Eleanor Roosevelt
- Kathy Bates : Helena Mahoney
- Tim Blake Nelson: Tom Loyless
- Jane Alexander : Sara Delano Roosevelt
- David Paymer : Louis McHenry Howe
- Melissa Ponzio : Lucy Mercer
- Marianne Fraulo : Missy LeHand
- Brian F. Durkin : Elliott Roosevelt
- Turner Dixon : James Roosevelt
- Tripp Hennington : Franklin D. Roosevelt, Jr.
- Sam Frihart : John Roosevelt
- Carrie Adams : Anna Roosevelt
- Wilbur Fitzgerald : Al Smith
- Felicia Day : Eloise Hutchinson

## Distinctions
Le film a été salué par la critique, et a reçu cinq Emmy Awards et a été nommé à seize reprises dont trois Golden Globes.
- Golden Globe de la meilleure mini-série ou du meilleur téléfilm
- Golden Globe du meilleur acteur dans une mini-série ou un téléfilm pour Kenneth Branagh pour le rôle de Franklin D. Roosevelt
- Golden Globe de la meilleure actrice dans une mini-série ou un téléfilm pour Cynthia Nixon pour le rôle d'Eleanor Roosevelt